# Adiestrador

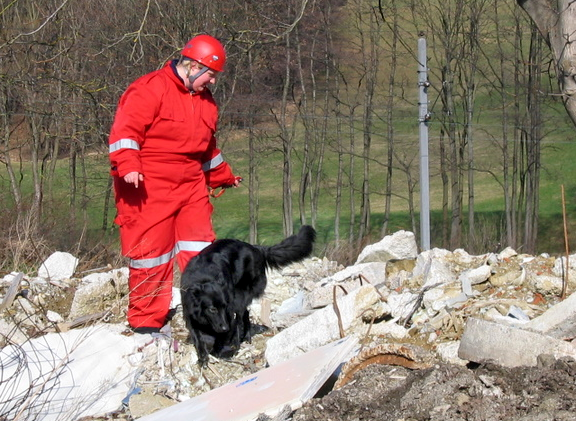
Perro participando en una demostración de rescate.

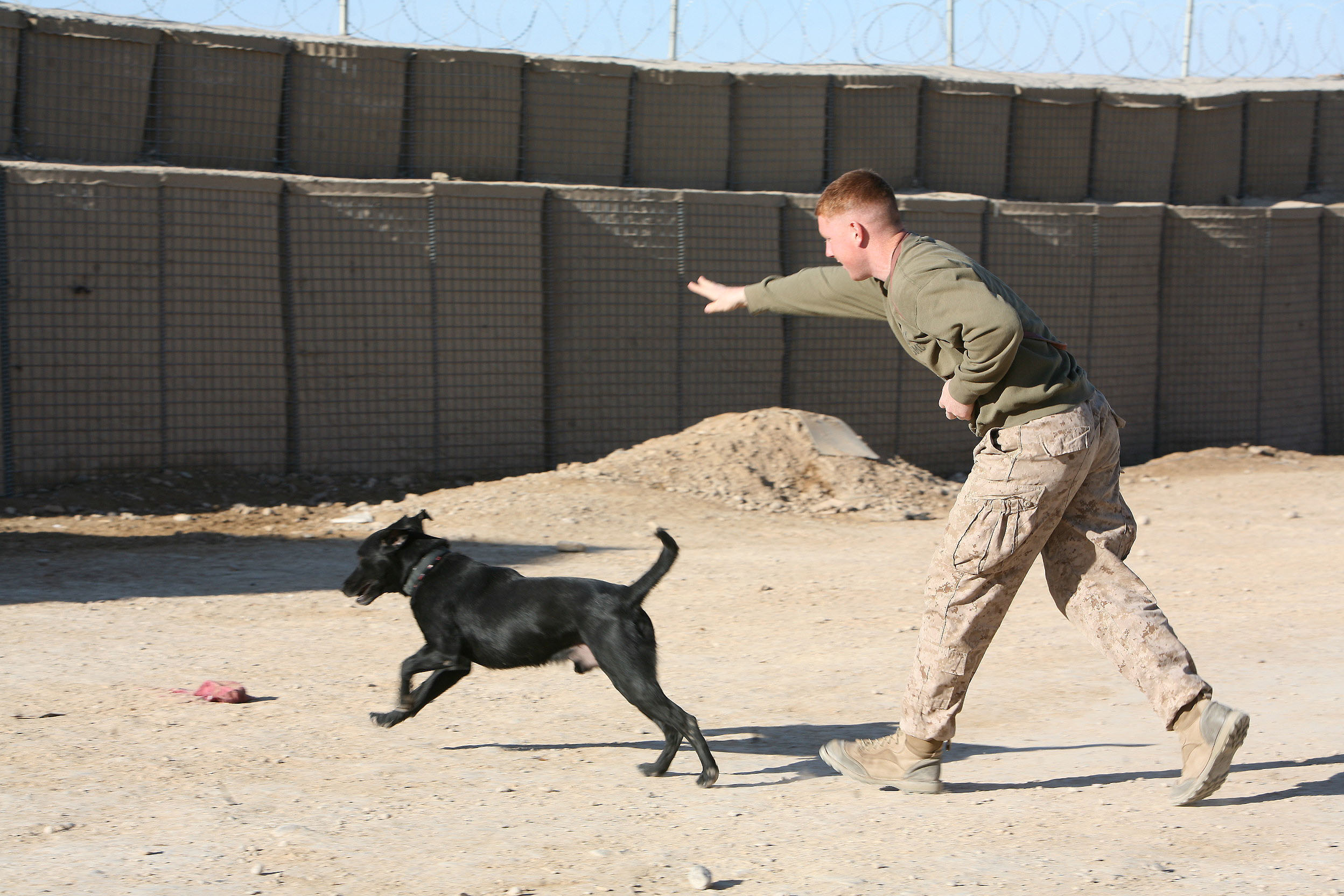
Adiestramiento de perros para búsqueda de explosivos

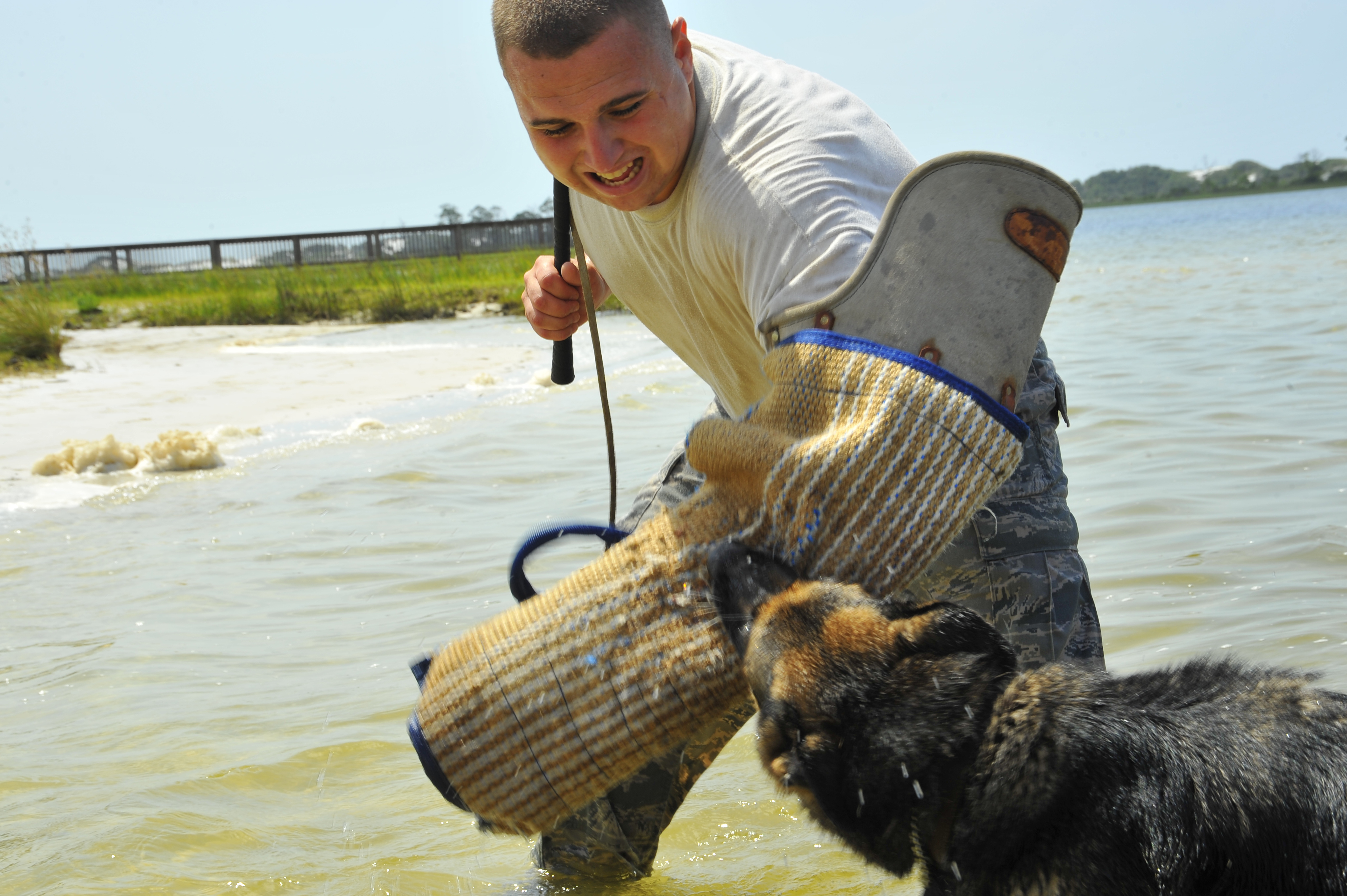
Adiestramiento defensivo de perros por parte de la fuerza aérea de EE. UU.

Se denomina adiestrador a la persona que tiene por profesión el adiestramiento o doma de animales, es decir, la enseñanza de determinados comportamientos. 

## Características
En general, el término adiestrador se utiliza para animales domésticos como perros o pájaros, empleándose habitualmente el de domador para el profesional que trabaja con animales salvajes o caballos. 
El adiestrador se ocupa de enseñar al animal a obedecer órdenes para realizar actividades tales como sentarse, tumbarse, caminar, correr o atacar. El adiestramiento de animales es adecuado para determinadas circunstancias entre las que destacan: 
- el acompañamiento de personas con facultades disminuidas como, por ejemplo, las personas invidentes
- la protección y defensa de personas o lugares
- la participación en concursos y exhibiciones
- el desarrollo de facultades especiales para intervenir en situaciones peligrosas como búsqueda de explosivos, rastreo de drogas, rescate de personas, etc.
- la facilitación de la convivencia en el hogar mediante la enseñanza de acciones sencillas o la corrección de desviaciones de comportamiento.

Las técnicas de entrenamiento consisten en guiar al animal a repetir determinadas acciones al escuchar una determinada voz de mando. El animal se ve recompensado cada vez que realiza correctamente la actividad, viendo así su comportamiento reforzado. Con el paso del tiempo, acaba haciéndolo de forma natural sin necesidad de recibir ningún estímulo a cambio.
Entre los entrenadores de animales, los más populares son los adiestradores caninos, al ser los perros animales de compañía muy comunes y con gran facilidad de aprendizaje. Los entrenamientos más habituales para perros son: 
- Adiestramiento de obediencia. El animal aprende a caminar junto a su amo a su misma velocidad, a sentarse al recibir una orden, a tumbarse y permanecer tumbado y a acudir a la llamada del amo.
- Adiestramiento de defensa. Viene indicada para la protección de viviendas o personas amenazadas. Se enseña al perro a amenazar al intruso ante una orden del amo, a morder cuando se le indica y a soltar con una orden o cuando el intruso está quieto. Buscar personas intrusos con una orden. Ladrar con una orden. Defensa personal, ante un ataque. Y entretenimiento más avanzado.
- Adiestramiento deportivo. Enseña al perro saltos, carreras y acrobacias para participar en concursos como el agility.
- Adiestramiento de caza. Apropiado para perros de caza, el entrenamiento les enseña a parar, rastrear y cobrar sus piezas en un espacio determinado.
- Terapias de comportamiento. Están indicadas para corregir conductas en animales como timidez, agresividad, impulsividad, comportamiento desordenado, etc.
- Adiestramiento de conducta en perros agresivos, para tratar de disminuir la ansiedad frente a la presencia de otros perros.

Los adiestradores trabajan en clínicas de animales, en establecimientos zoológicos, circos o centros especiales de adiestramiento. En criaderos.